# Дроэда Юнайтед
Футбольный клуб «Дроэда Юнайтед» (ирл. Cumann Peile Dhroichead Átha Aontaithe) — ирландский футбольный клуб, базирующийся в городе Дроэда. Выступает в Высшей лиге Ирландии.

## История
Клуб был образован путём слияния двух клубов города Дроэда: «Дроэда Юнайтед», основанного в 1919 году и ФК «Дроэда», основанного в 1962 году. Объединение произошло в 1975 году. С 1976 года команда проводит домашние матчи на стадионе Юнайтед Парк. В сезоне 1975—1976 гг. улучшились состояния на поле, поскольку клуб финишировал шестым в лиге, а также во второй раз вышли в финал Кубка ФАИ, проиграв «Богемиан» со счётом 1—0. В следующих трёх сезонах они заняли третье место. В планах на будущее — строительство нового стадиона в 2010 году, который вместит 10 000 зрителей. Первые успехи к новому клубу пришли в 2005 году, «Дроэда Юнайтед» выиграла Кубок Ирландии. В 2006 году был выигран Кубок Сетанты.

### Клубные цвета
| Бордовый | Голубой |

## Достижения
Чемпион Ирландии2007
Серебряный призёр чемпионата Ирландии1982/83
Обладатель Кубка Ирландии (2)2005, 2024
Финалист Кубка Ирландии (2)1971, 1976
Обладатель Кубка Лиги (2)1983/84, 2012
Обладатель Кубка первого дивизиона1990/91
Обладатель Кубка Сетанты (2)2006, 2007
Финалист Кубка Юниоров (4)1939/1940, 1941/42, 1943/44, 1950/51
Финалист Кубка Ленстера (2)1982/83, 1985/86
Финалист Кубка Тайлера1979/80
Финалист Кубка президента1970/71
Финалист Молодёжного кубка Ирландии1971/72, 1972/73, 1996/97

## Выступление в еврокубках
| Соревнование        | Матчей | В | Н | П | МЗ | МП |
| ------------------- | ------ | - | - | - | -- | -- |
| Кубок УЕФА          | 10     | 3 | 3 | 4 | 10 | 22 |
| Лига чемпионов УЕФА | 4      | 2 | 1 | 1 | 6  | 5  |